# بوركهارد رايخ
بوركهارد رايخ (بالألمانية: Burkhard Reich)‏ (1 ديسمبر 1964 في ألمانيا - ) هو لاعب كرة قدم ألماني (وحمل سابقاً جنسية ألمانيا الشرقية) في مركز الدفاع. شارك مع منتخب ألمانيا الشرقية لكرة القدم. أما مع النوادي، فقد لعب مع دينامو برلين ولوكوموتيف لايبزيغ ونادي كارلسروه وFSV Union Fürstenwalde ‏ وVfB Leipzig ‏.

## وصلات خارجية
- بوركهارد رايخ على موقع قاعدة بيانات كرة القدم.إي يو (الإنجليزية)
- بوركهارد رايخ على موقع بيانات كرة القدم. دي إي (الألمانية)
- بوركهارد رايخ على موقع ناشيونال فوتبول تيمز (الإنجليزية)
- بوركهارد رايخ على موقع عالم كرة القدم.نت (الإنجليزية)